# Julia Smith
Julia Smith (Southport, 12 aprile 1980) è una ballerina e showgirl australiana.

## Biografia
Già prima ballerina del Moulin Rouge, approda in Rai al fianco di Giorgio Panariello in due sue trasmissioni di punta, la prima è Torno Sabato... e tre (2003) mentre la seconda è Ma il cielo è sempre più blu (2004), dove è prima ballerina.
Ancora esordiente, nei mesi di aprile e maggio del 2004 presenta su Italia 1, a fianco del conduttore Enrico Papi, il programma 3, 2, 1 Baila conosciuto meglio come il Karaoke fatto con i piedi che farà ballare ragazzi nelle piazze di tutta Italia.
Compare in Sabato italiano, al fianco di Pippo Baudo (2005). Mentre nel 2006 è tra i ballerini professionisti della trasmissione Amici di Maria De Filippi. Nel 2007 è la prima ballerina del corpo di ballo della trasmissione Rai condotta da Massimo Ranieri, intitolata Tutte donne tranne me.
Infine Raiuno, nel programma d'intrattenimento serale Supervarietà (che ripropone sketch comici televisivi di tutti i tempi), la inserisce frequentemente in brevi balli, come fossero degli stacchetti televisivi, tra la messa in onda di un filmato e l'altra.

## Spettacoli televisivi
- Torno Sabato... e tre (Rai 1, 2003)
- Ma il cielo è sempre più blu (Rai 1, 2004)
- 3, 2, 1 Baila (Italia 1, 2004)
- Sabato italiano (Rai 1, 2005)
- Amici di Maria De Filippi (Canale 5, 2006)
- Tutte donne tranne me (Rai 1, 2007)